# Hamburg-Sinstorf
Sinstorf ist ein Hamburger Stadtteil im Bezirk Harburg.

## Geografie

### Geografische Lage
Sinstorf liegt an einer der südlichsten Ecken von Hamburg. Es grenzt im Norden an die Stadtteile Marmstorf, Langenbek und Rönneburg, im Osten,  Süden und Westen an den Landkreis Harburg in Niedersachsen. Es wird von der Engelbek durchflossen.

## Geschichte

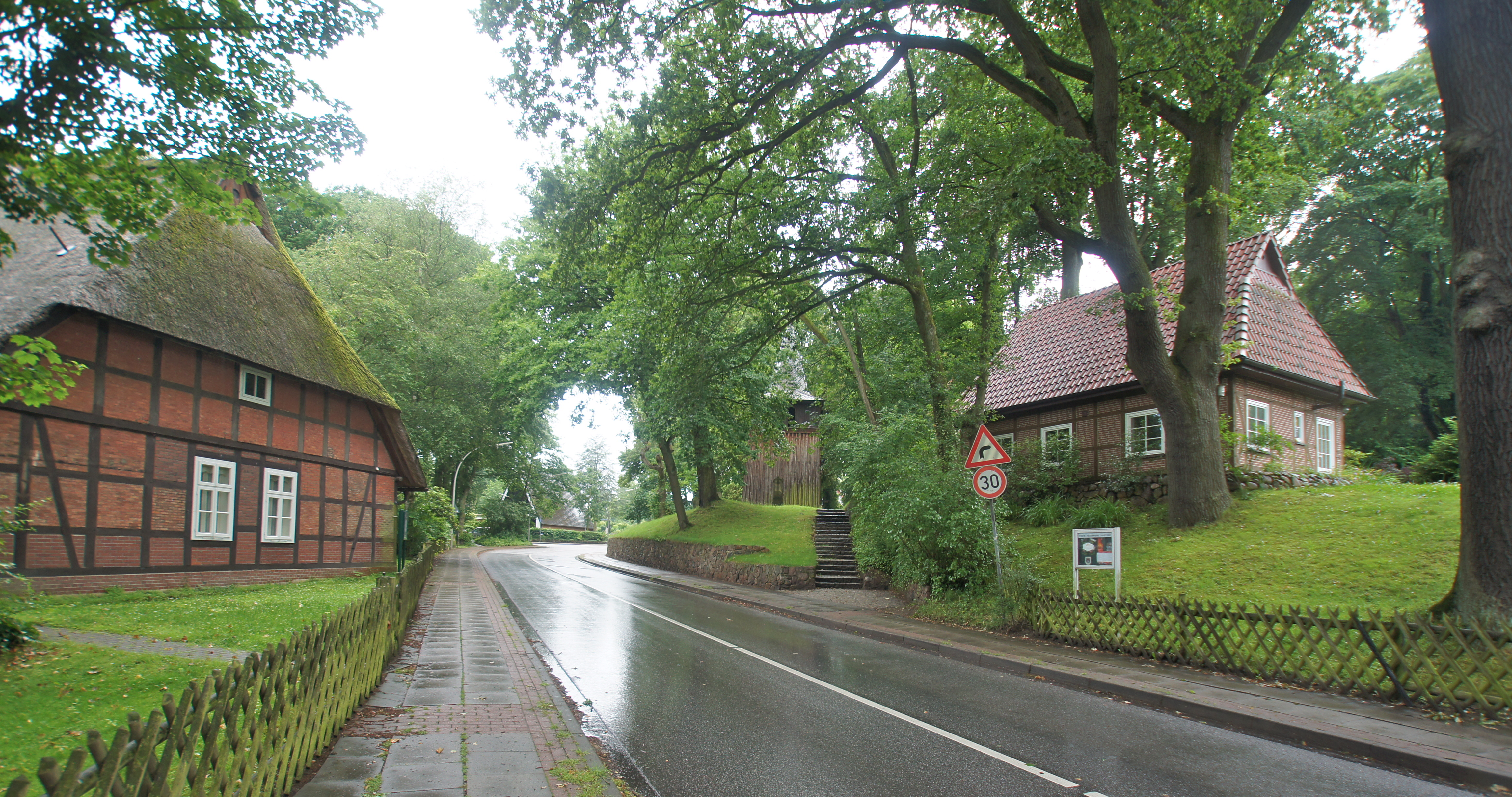
Dorfansicht

Das Dorf Sinstorf ist einer der ältesten Kirchenorte Harburgs. Archäologische Untersuchungen datieren die Gründung des Ortes auf das 9. Jahrhundert. Der Name, vormals auch Synstorpe oder Sydestorpe, leitet sich von dem sächsischen Wort sine (= „immer während“/„dauernd“/„alt“) ab. Erstmals urkundlich erwähnt wurde Sinstorf 1181 im Zusammenhang mit dem Edelherren Ludwig von Sinstorf, dessen Hof wahrscheinlich an der Stelle des heutigen Pastorats lag. Zum Sinstorfer Kirchspiel gehörten bereits im Mittelalter 14 umliegende Dörfer.
Verwaltungsmäßig gehörte Sinstorf zur etwa 1645 gegründeten Vogtei Höpen, die wiederum dem Amt Harburg unterstand. Ebenso wie die Stadt Harburg gehörte Sinstorf zum Fürstentum Lüneburg bzw. Braunschweig-Lüneburg und dem späteren Königreich Hannover, das 1866 zur preußischen Provinz Hannover wurde. 1937 wurde das preußische Sinstorf ebenso wie die Stadt Harburg-Wilhelmsburg und einige andere Orte des Landkreises durch das Groß-Hamburg-Gesetz Teil Hamburgs.

### Einwohnerentwicklung
1667 waren in Sinstorf sechs Hufner, fünf Kätner und ein Brinksitzer verzeichnet.
1900 gab es 202 Einwohner.

## Statistik
(Quelle: )
- Anteil der unter 18-Jährigen: 24,3 % (Hamburger Durchschnitt: 16,8 % (2023))
- Anteil der über 64-Jährigen: 14,8 % (Hamburger Durchschnitt: 17,8 % (2023))
- Ausländeranteil: 28,8 % (Hamburger Durchschnitt: 20,7 % (2023))
- Arbeitslosenquote: 7,8 % (Hamburger Durchschnitt: 6,2 % (2023))

Das durchschnittliche Einkommen je Steuerpflichtigen betrug 2020 in Sinstorf 40.816 Euro jährlich, der Hamburger Gesamtdurchschnitt lag zu diesem Zeitpunkt bei 48.035 Euro.

## Politik
Die Bürgerschaftswahl 2020 für die Wahl zur Hamburgischen Bürgerschaft, bei der Sinstorf zum Wahlkreis Harburg gehört, brachte im Stadtteil folgendes Ergebnis:
| Bürgerschaftswahl | SPD    | Grüne 1) | CDU    | AfD    | Linke  | FDP    | Übrige |
| ----------------- | ------ | -------- | ------ | ------ | ------ | ------ | ------ |
| 2020              | 47,3 % | 15,9 %   | 13,9 % | 07,6 % | 06,9 % | 03,2 % | 05,2 % |
| 2015              | 49,3 % | 08,9 %   | 17,6 % | 07,7 % | 05,7 % | 07,4 % | 03,4 % |
| 2011              | 53,0 % | 06,0 %   | 25,3 % | –      | 05,2 % | 05,2 % | 05,2 % |
| 2008              | 30,7 % | 06,4 %   | 51,1 % | –      | 05,7 % | 04,0 % | 02,2 % |
| 2004              | 31,4 % | 06,2 %   | 53,4 % | –      | –      | 01,9 % | 07,1 % |

Für die Bundestagswahl gehört Sinstorf zum Wahlkreis Hamburg-Bergedorf – Harburg. Bei den Bezirksversammlungswahlen gehört der Stadtteil zum Wahlkreis Rönneburg, Langenbek, Sinstorf, Marmstorf.

## Wirtschaft und Infrastruktur

### Verkehr
Südöstlich wird der Stadtteil von der Autobahn A7 begrenzt. Im Süden gibt es eine Auffahrt, von der die den Ort durchquerende Landesstraße 213 abzweigt.

## Kultur und Sehenswürdigkeiten

### Bauwerke
- Die Sinstorfer Kirche stammt aus dem 11. Jahrhundert und ist die älteste Kirche in Hamburg. In ihr steht ein Altar von 1619 sowie ein Relief  an der Rückwand des Altarraums, das Ohnmacht Mariae (1470/1480 von Cord Snitker).
- Einige Gebäude am Sinstorfer Kirchweg und der Winsener Straße (das älteste aus 1831) stehen unter Denkmalschutz.

Sinstorf um 1900
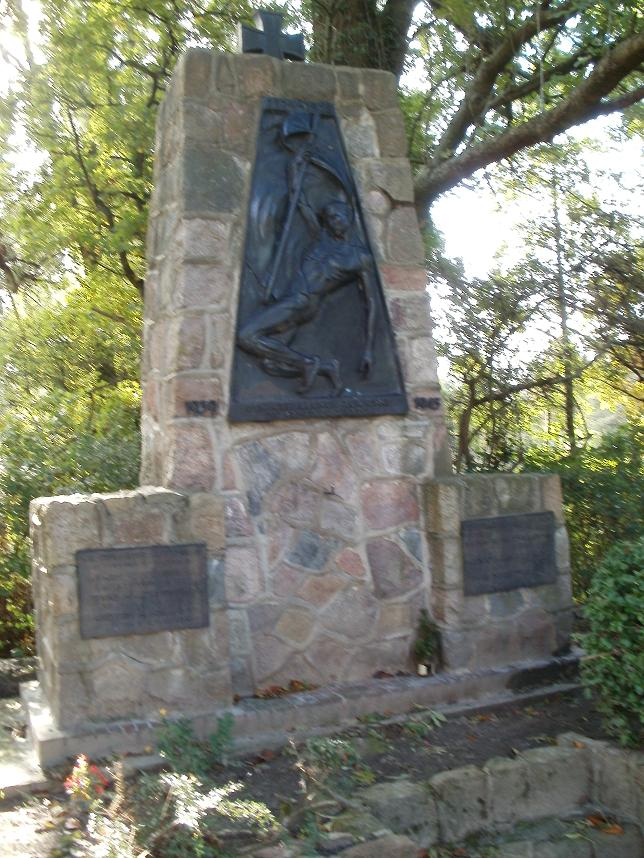
Denkmal für die Gefallenen des Ersten Weltkrieges
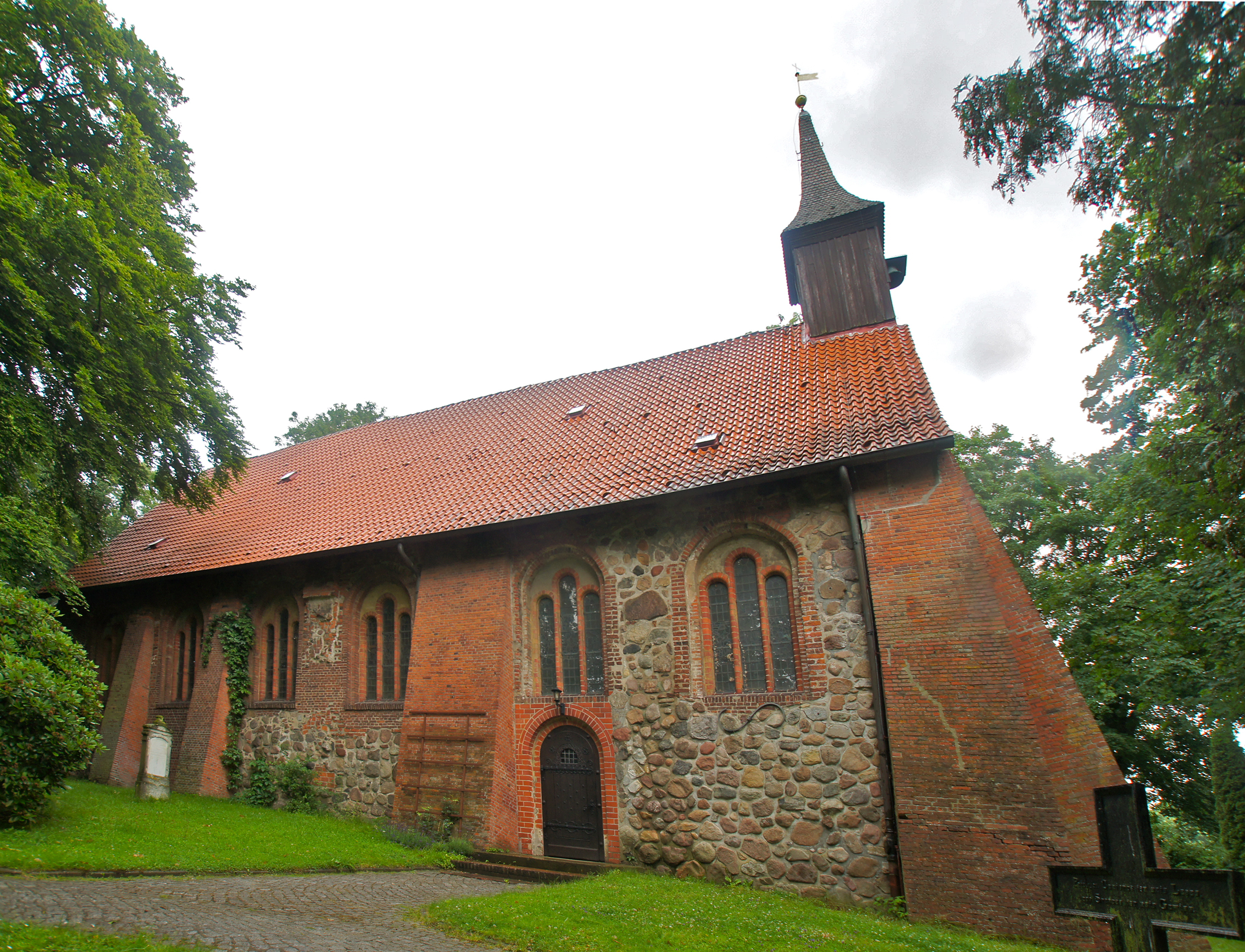
Der Südgiebel der Kirche Sinstorf